# Ірем Деріджі
Ірем Деріджі (тур. Irem Derici; нар. 21 березня 1987, Стамбул, Туреччина) — турецька співачка. На початку 2010 року стала відомою після появи її хітів "Zorun Ne Sevgilim", "Kalbimin Tek Sahibine" та "Dantel".

## Життя та кар'єра
Ірем Деріджі народилася 21 березня 1987 (батьки - Хулус Деріджі та Джейле Едіз).  У чотири роки почала грати на фортепіано  та згодом навчалася грі на фортепіано в Університеті образотворчих мистецтв Мімара Сінана. Потім навчалася в Стамбульському університеті Більґі (магістерська програма з маркетингових комунікацій). У цей час вона взяла участь у телевізійному шоу "O Ses Türkiye" - Голос (Туреччина), потрапивши до півфіналу. 
Професійну музичну кар’єру розпочала в 2012 році, записавши синґл "Bensiz Yapamazsın".
У травні 2013 року випустила свій другий синґл "Düşler Ülkesinin Gelgit Akıllısı, а у вересні - максісинґл "Іkі". Перше музичне відео було записано для пісні "Sevgi Olsun Taştan Olsun", потім - "Zorun Ne Sevgilim". Останнє протягом трьох тижнів займало другу позицію в списку "Топ-20 хітів" Туреччини (Türkiye Resmî Listesi). Далі Деріджі випустила новий синґл "Neredesin Sen?", який написав Нешет Ерташ.
У 2014 році її синґл "Kalbimin Tek Sahibine" став хітом у Туреччині та мав мільйони переглядів YouTube.  Того ж року вона випустила свій другий максісинґл "Üç" та зняла два музичні відео на пісні "Bir miyiz?" і "Nabza Göre Şerbet"  (останнє зайняло третє місце в музичному чарті Туреччини ).
У вересні 2014 вийшла заміж за Ризу Есендеміра, з яким розлучилася в березні 2016 року. 

У березі та вересні 2015 року вийшли два нові синґли "Değmezsin Ağlamaya" і "Aşk Eşittir Biz" – останній став хітом номер один у Туреччині.  Того самого року Деріджі записала разом з Емрахом Карадуманом пісню "Nerden Bilecekmiş", яка увійшла до його альбому "Tozduman".
Перший студійний альбом "Dantel" Деріджі випустила в лютому 2016 року під лейблом "GNL Entertainment", а пісня "Dantel" чотири тижні займала перше місце в турецьких чартах.  Друге музичне відео з альбому було знято на пісню "Evlenmene Bak", в якому знімався відомий співак і автор пісень Сінан Акчил. Наступні відео з’явилися на пісні "Dur Yavaş" і "Bana Hiçbir Şey Olmaz".
З 11 липня до 21 вересня 2016 року була членом журі в другому сезоні вокального конкурсу Rising Star Turkey.
У 2017 разом із Мустафою Джеджелі записала пісню "Kıymetlim" для його альбому "Zincirimi Kırdı Aşk".  Разом із Ґьокче взяла участь у запису музичного відео на новий синґл Йонджа Евджімік "Kendine Gel".  Того ж року випустила новий синґл "Tektaş".  Потім заспівала пісню "Sevimli", яка стала саундтреком фільму "Bekâr Bekir". У листопаді випустила синґл "Bazı Aşklar Yarım Kalmalı", який зайняв третю позицію в музичному чарті Туреччини. 
У серпні 2018 року вийшов її другий студійний альбом під назвою "Sabıka Kaydı".  Тоді ж з’явився кліп на пісню з цього альбому "Ben Tek Siz Hepiniz".
Після синґлу "Meftun", який з’явився в лютому 2019 року,  31 травня вийшов її перший кавер-альбом "Mest Of", до якого увійшли вісім популярних турецьких пісень із 1990-х років. 

## Дискографія

### Студійні альбоми
- 2016: Dantel
- 2018: Sabıka Kaydı

### Кавер-альбоми
- 2019: Mest Of

## Фільмографія

### Кіно
- 2017: Bekâr Bekir